# 1,2-Bis(diphénylphosphino)éthane
Le 1,2-bis(diphénylphosphino)éthane (dppe) est un composé organophosphoré de formule chimique (C6H5)2PCH2CH2P(C6H5)2. C'est un ligand bidentate couramment utilisé en chimie de coordination. Il se présente comme un solide blanc soluble dans les solvants organiques.

## Préparation
Le dppe peut être obtenu par alkylation de diphénylphosphure de sodium (C6H5)2PNa, :
(C6H5)3P + 2 Na ⟶ (C6H5)2PNa + C6H5Na.
Le (C6H5)2PNa, qui s'oxyde facilement au contact de l'air, est traité avec du 1,2-dichloroéthane ClCH2CH2Cl pour donner le dppe :
2 (C6H5)2PNa + ClCH2CH2Cl ⟶ (C6H5)2PCH2CH2P(C6H5)2 + 2 NaCl.

## Réactions
La réduction du dppe par le lithium donne le composé C6H5LiPCh2CH2PLiC6H5 :
(C6H5)2PCH2CH2P(C6H5)2 + 4 Li ⟶ C6H5LiPCh2CH2PLiC6H5 + 2 C6H5Li.
L'hydrolyse de ce composé en présence de phényllithium donne une bis(phosphine secondaire) :
C6H5LiPCh2CH2PLiC6H5 + 2 C6H5Li + 4 H2O ⟶ C6H5HPCh2CH2PHC6H5 + 4 LiOH + 2 C6H6.
Le traitement du dppe par des oxydants conventionnels tels que le peroxyde d'hydrogène H2O2 et le brome Br2 aqueux donne l'oxyde dppeO (C6H5)2PCH2CH2P(O)(C6H5)2 avec un faible rendement à l'issue d'une oxydation non sélective. L'oxydation sélective du dppe peut être réalisée à l'aide du bromure de benzyle C6H5CH2Br pour donner du dppeO.